# Любен Генов (художник)
Любен Генов е български художник живописец. Председател на Съюза на българските художници от 2011 г.

## Биография
Любен Генов е роден на 18 ноември 1966 г. в Оряхово. Завършва Средното специално художествено училище в Троян, а след това Педагогическия колеж по изобразително изкуство „Св. Иван Рилски“ в Дупница.
През 1996 г. се дипломира в Частната художествена академия „Жул Паскин“ в София в класа на Долорес Дилова и Николай Майсторов – специалност живопис.
Специализира в Cité internationale des arts в Париж, Франция (2002).
През 2011 г. завършва магистратура в Шуменския университет „Св. Константин Преславски“, специалност „Образователни аспекти на пластичните изкуства – живопис“.
Член е на СБХ от 2001 г. Член на Управителния съвет и завеждащ изложбената дейност на СБХ през периода 2008 – 2011 г.

## Творчество
Любен Генов изследва в творчеството си чистото взаимоотношение на колоритните нюанси. Той се пренася зад формално-образното към чисто-абстрактното, за да разкрие силата на цвета да внушава. Така освободеният от принадлежността си към конкретна форма цвят се изявява в своята самостоятелна, емоционална и духовна активност.
Експериментът с колоритното петно се е превърнал в негова творческа емблема.
| „ | Виждаме цвета по-блед или по-наситен. Петната винаги са разположени хаотично – разпръснато или концентрирано. Създава се усещане за космическо разпиляване на формата, при което от хаоса сякаш се ражда хармония. Зрителят е увлечен от движението на множащите се студени или топли тонове, вибриращи от енергия, сякаш са живи. | “ |

Една голяма част от произведенията му са провокирани от движението на водата и отраженията на светлината по морското или речно дъно.
- Залез върху водната повърхност I
- Залез върху водната повърхност II
- Залез върху водната повърхност III

## Изложби
Самостоятелни изложби
- 2002 „Живопис“ – галерия „Сите дез’ар“, Париж
- 2005 „Акустично“ – Градска художествена галерия, София
- 2006 „Вътрешни звуци“ – галерия ЮКА, Варна
- 2007 „Синева" – център-ателие „Шмиргела“, София
- 2008 „Река“ – галерия „Агрион“, София
- 2009 „Разпилени петна“ – галерия „Агрион“, София
- 2010 „Импровизации“ – арт клуб „Жреци на музите“, София
- 2011 „Живопис“ – галерия „Марин Върбанов“, Оряхово
- 2011 „Живопис“ – галерия „Хаджи Николи“, Велико Търново
- 2011 „Импровизиран пейзаж“ – галерия „Видима“, Севлиево
- 2012 „Вариации“ – галерия „Артур“, София
- 2013 „Живопис“ – галерия „Савчеви“, Оряхово
- 2014 „Импровизации“ – галерия „Владимир Димитров – Майстора“, Кюстендил
- 2014 „Акустичен пейзаж“ – галерия „Сезони“, София
- 2015 „Водни хроники“ – галерия „Артур“, София
- 2016 „Флуиди“ – галерия „Астри“, София
- 2017 „Полифонии“ – галерия „Стубел“, София
- 2021 „Хроматични вариации", – галерия „Арте", София
- 2021 „Любен Генов - албумът" – галерия „Шипка 6", зала 1Б, София
- 2022 „Колористични импровизации" – галерия „Видима", Севлиево
- 2022 „Изкуството като противодействие" – градска художествена галерия Варна
- 2022 „Хроматични резонанси“ – художествена галерия Русе
- 2023 „Разпилени лица" - галерия „Арте", София

Участия в съвместни изложби
- 2002 „Звук Вибрация Тишина“ – живопис, галерия „Шипка 6“ съвместно с Юлий Таков и Георги Карантилски
- 2003 „Живопис и скулптура“ – галерия „Кръг +“, София, съвместно с Нина Русева и Павлин Радевски
- 2005 „Абстрахирано“ – живопис, галерия „Шипка 6“ – съвместно с Момчил Георгиев и Юлий Таков
- 2010 „Цветовете на промяната“ – живопис, галерия „Артис“, Бюрен, Швейцария – съвместно с Михаил Лалов, Милко Божков и Николай Алексиев; куратор Анелия Попова
- 2014 „Уфици – Астри – Уфици“ – галерия „Астри“, София съвместно с Вежди Рашидов, Емил Попов, Захари Каменов, Крум Дамянов, Николай Янакиев, Светлин Русев. Kуратор Вихра Пешева
- 2021 „Вътрешни пространства" – Любен Генов и Мария Райчева, галерия „Средец“, София

Участия в общи и национални изложби
- 1997 „Нови имена“ – галерия „Шипка“ 6, София, куратор Станислав Памукчиев
- 2001 „Информал“ – галерия „Райко Алексиев“, София, куратори Димитър Грозданов и Борис Клементиев
- 2003 „10 х 5 х 3“ – галерия „Шипка“ 6
- 2004 „Поетична – социална реалност“ – галерия „Шипка“ 6, София
- 2005 „Лични митологии“ – галерия „Шипка“ 6
- 2006 „Награди М – тел“ – галерия „Шипка“ 6
- 2007 „Трафик“ – галерия „Шипка“ 6, София
- 2008 „Идентичности“ – галерия „Шипка“ 6, куратор Ивайло Попов
- 2008 „Близка Дистанция“ – галерия „Шипка“ 6
- 2009 „Родени независими“ – галерия „Шипка“ 6
- 2009 „Реалност – фикция“ – галерия „Шипка“6
- 2011 „Национална изложба рисунка и малка пластика“ – галерия „Шипка“ 6
- 2012 „Дървото на живота“ – VIVACOM Art Hall, София. куратор Игната Василева
- 2013 „Идентичности“ – галерия „Шипка“ 6, куратор Ивайло Попов
- 2016 „Национален конкурс „Алианц България“ за живопис, скулптура и графика“ – галерия „Шипка“ 6

Участия в общи международни изложби
- 1995 „Международно триенале на живописта“ – галерия „Шипка“ 6, София
- 2006 „Съвременни български художници – конкурс М-тел“ – Кюнстлерхаус, Виена
- 2006 „Пластично-концептуално“ – Словакия, Полша, Холандия, Германия
- 2008 „Актуална сцена България“ – Музей „Лудвиг“, Кобленц, Германия
- 2009 „На руло“ – галерия „Шипка“6, София, куратор Пенка Минчева
- 2011 „Арт колекция на Евро-парламента“ – Брюксел, Белгия
- 2011 „20 години фестивал Процес – пространство“ – галерия „Шипка“ 6, София
- 2014 „The Latitude of Art“ – „West Lake Museum“, гр. Ханджоу, Китай

## Публикации
- 2021 „ЛЮБЕН ГЕНОВ ЖИВОПИС / LYUBEN GENOV PAINTING" - издателство АТЕРА Дизайн, ISBN 978 954-92112-6-9